# Анашкино (посёлок, Московская область)
Анашкино — посёлок в Одинцовском городском округе Московской области России. Расположен на реке Капанке (левый приток Таруссы), в 20 км западнее Кубинки, высота центра — 192 м над уровнем моря. В посёлке четыре улицы.
Впервые в исторических документах посёлок встречается в писцовой книге 1558 года, как тянувшая к селу Ляхову деревня, принадлежавшая князю Данилу Ивановичу Засекину. На 1852 год в Анашкине числилось 10 дворов, 35 душ мужского пола и 40 женского, в 1890 году — 20 человек. По Всесоюзной переписи 1926 года числилось 15 хозяйств и 59 жителей, на 1989 год — 12 хозяйств и 9 жителей.
С 1994 до 2006 года входил в состав Крымского сельского округа, с 2006 до 2019 года — в состав городского поселения Кубинка Одинцовского района. После образования Одинцовского городского округа с целью исключения наличия у двух одноимённых населённых пунктов одинаковых категорий постановлением Губернатора Московской области № 649-ПГ от 27 декабря 2019 года деревня Анашкино бывшего городского поселения Кубинка преобразована в посёлок.
| 1852 | 1890 | 1926 | 1989 | 2002 | 2006 | 2010 |
| ---- | ---- | ---- | ---- | ---- | ---- | ---- |
| 75   | ↘20  | ↗59  | ↘9   | →9   | →9   | ↗13  |